# 応研
応研株式会社（おうけん）は、東京都渋谷区と福岡県福岡市中央区に本社（登記上の本店は福岡市中央区）を置くソフトウェア開発企業。基幹業務パッケージソフトウェア「大臣シリーズ」で有名。同シリーズのイメージキャラクターには西郷隆盛を起用している。

## 概要
「大蔵大臣」「販売大臣」「給与大臣」などの基幹業務パッケージシステム「大臣シリーズ」を開発・販売するソフトウェア企業。福岡本社（開発本部）、東京本社（営業本部）の2本社制を採用している。
パソコン教室「大名マイコン学院」として創業以降、パソコン用ゲームソフト（代表作『ポイボス』）、OAソフト、制御・組込ソフト、医療向け画像解析ソフトなどの開発を手がけていた。
応研株式会社への社名変更に伴い、基幹業務パッケージシステムをコア事業とした。

## 沿革
- 1980年 - 福岡市で創業
- 1985年 - 応用電算技研株式会社として設立
- 1994年 - 現商号に変更
- 2005年 - 福岡本社（開発本部）、東京本社（営業本部）の2本社制へ移行

## 製品
- 財務会計システム
  - 大蔵大臣
  - 福祉大臣
  - 建設大臣
  - 公益大臣
  - 医療大臣
  - 大蔵大臣個別原価版
- 販売管理・顧客管理システム
  - 販売大臣
  - 顧客大臣
- 人事労務管理ソフト
  - 給与大臣
  - 人事大臣
  - 就業大臣
- カスタムパッケージ
  - 大臣エンタープライズ